# Plampang (Plampang)
Plampang is een bestuurslaag in het regentschap Sumbawa van de provincie West-Nusa Tenggara, Indonesië. Plampang telt 4823 inwoners (volkstelling 2010).